# Comunità montana Media Valle del Serchio
La Comunità montana della Mediavalle del Serchio è un'istituzione che raggruppa al suo interno solo pochi comuni montani della Lucchesia compresi tra l'Appennino tosco-emiliano e le Alpi Apuane.